# Lennon (cràter)
Lennon és un cràter d'impacte en el planeta Mercuri de 95 km de diàmetre. Porta el nom del cantant i compositor anglès John Lennon (1940-1980), i el seu nom va ser aprovat per la Unió Astronòmica Internacional el 2013.